# Мариински театър
Мариинският театър (на руски: Марии́нский театр) е театър за опера и балет в Санкт Петербург, открит през 1860 г.
В него са имали премиера някои от най-известните опери и балети на композитори като Римски-Корсаков, Чайковски, Мусоргски.

## История
Театралното и оперно изкуство в Санкт Петербург стартира през 1783 г. с указ на императрица Екатерина Велика. Първоначално постановките се представяли в Големия каменен театър (Болшой камений театр) през периода 1784-1886 г.
Архитект на Мариинския театър е Алберт Кавос, който проектира и възстановяването на Болшой театър в Москва през 1855 г. С U-образна зала с капацитет от 1625 седящи места Мариинският театър е открит на 2 октомври 1860 г. с операта „Живот за царя“ на Михаил Глинка. Наречен е в чест на императрица Мария Александровна.